# Waigeo

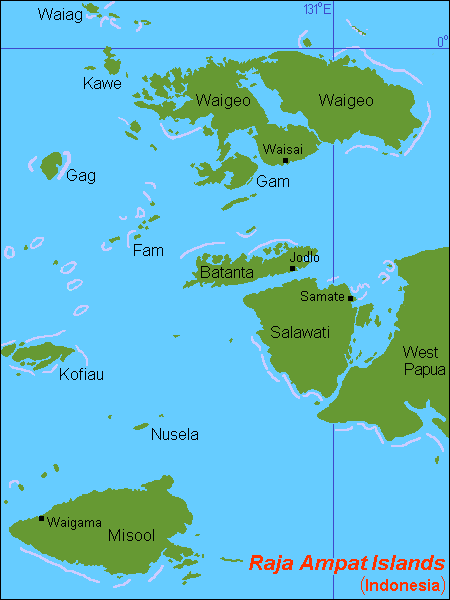
Mapa das Ilhas Raja Ampat

Waigeo, também conhecida como Amberi ou Waigiu, é uma ilha da Indonésia, na província de Papua Ocidental, entre Halmahera e a costa noroeste da Nova Guiné. Faz parte das Ilhas Raja Ampat.
Tem 3.154 km² de área. 